# Danielle Steel

Danielle Steels Signatur

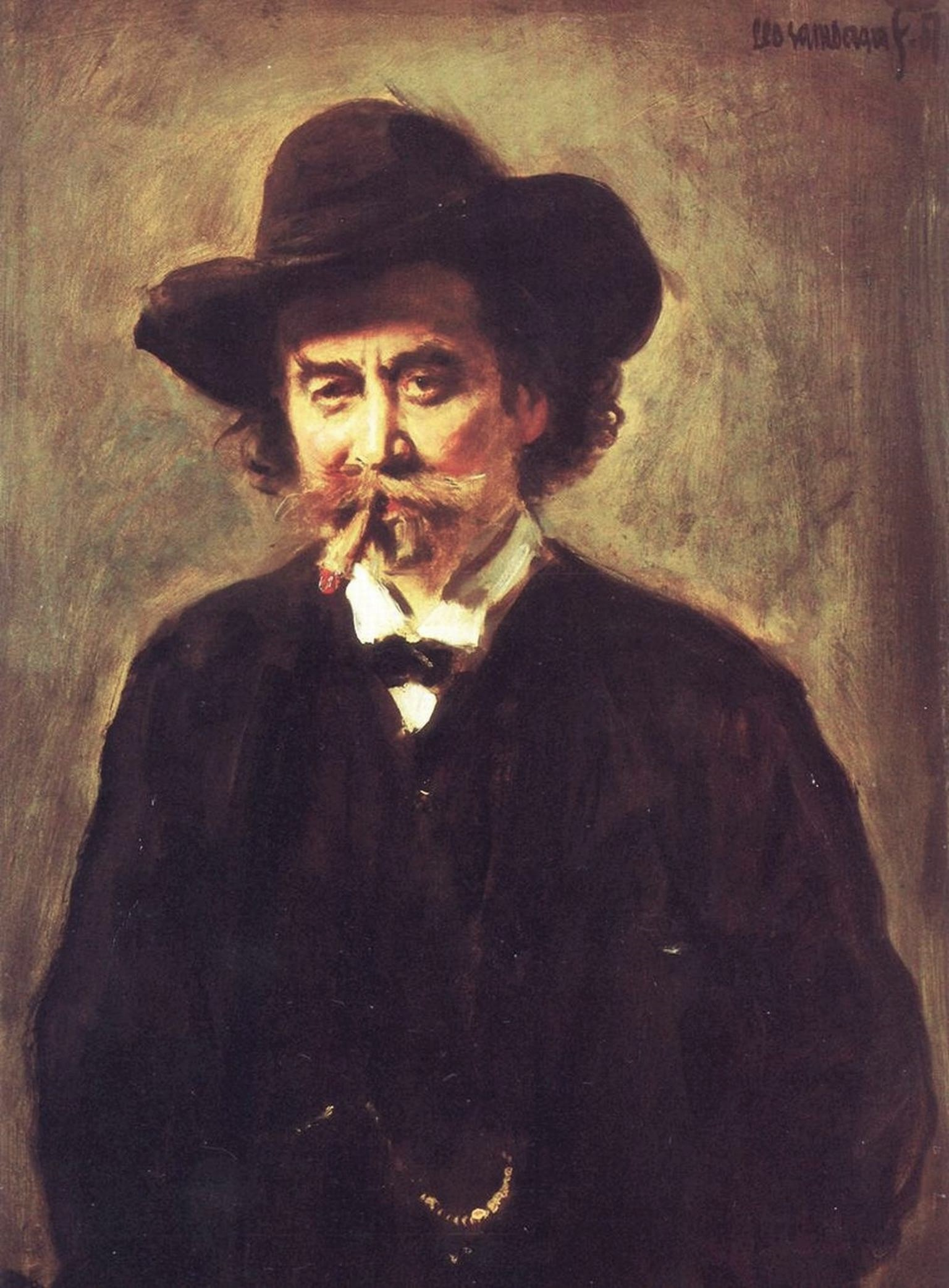
Joseph Schülein, Münchener Brauereibesitzer, Bruder ihres Großvaters

Danielle Steel (eigentlich Danielle Fernandes Schuelein-Steel; * 14. August 1947 in New York City) ist eine US-amerikanische Schriftstellerin.

## Leben und Werk
Sie ist die Tochter eines jüdisch-deutschen Vaters, John Schuelein-Steel, und einer portugiesischen Mutter, Norma da Cémara Stone dos Reis, sie wuchs als Einzelkind in Frankreich auf und besuchte verschiedene europäische Schulen. Ihr Vater stammte aus der Besitzerfamilie der Brauerei Löwenbräu und des Bankhauses Schülein in München, die in der Zeit des Nationalsozialismus entrechtet und vertrieben wurde. In New York machte sie an einem französischsprachigen Gymnasium 1963 ihren Abschluss; anschließend studierte sie an der New York University (Abschluss 1967).
Gleich ihr erster Roman („Abschied von St. Petersburg“) im Jahr 1977 war ein Erfolg und brachte ihr internationale Anerkennung und den internationalen Durchbruch. Seitdem hat sie mehr als sechzig Romane verfasst, die alle den Sprung an die Spitze der Bestsellerlisten geschafft haben. Mit mehr als 530 Millionen verkauften Büchern gehört Danielle Steel zu den hinsichtlich der Verkaufszahlen erfolgreichsten Schriftstellerinnen weltweit.
Die fünfmal verheiratete Danielle Steel hat heute neun Kinder und lebt in San Francisco. Ihrem Sohn Nick Traina hat sie eine Biographie geschrieben. Traina, ein talentierter Musiker, war an einer bipolaren Störung erkrankt und starb am 20. September 1997. Er war Mitglied der Band Link 80.

## Werke (Auswahl)
Biographie
- Sein strahlendes Licht. Die Geschichte meines Sohnes („His bright light. The story of Nick Traina“). Droemer Knaur, München 2008, ISBN 978-3-426-78034-3.

Romane
- Vertrauter Fremder. Roman („A perfect Stranger“). Goldmann, München, 1984.
- Abschied von St. Petersburg. Roman („Zoya“). Goldmann, München 1993, ISBN 3-442-41351-6.
- Der Preis des Glücks. Roman („Fine Things“). Goldmann, München 1994, ISBN 3-442-43011-9.
- Unter dem Regenbogen. Roman („Changes“). Goldmann, München 2001, ISBN 3-442-35744-6.
- Die Erscheinung. Roman („The Ghost“). Blanvalet Verlag, München 2001, ISBN 3-7645-0105-7.
- Der Kuss. Roman („The kiss“). Verlag von Schröder, München 2002, ISBN 3-547-78740-8.
- Herzstürme. Roman („Irresistible forces“). Heyne, München 2003, ISBN 3-453-86441-7.
- Traumvogel („Lone eagle“). Weltbild, Augsburg 2004, ISBN 3-8289-7207-1.
- Traumhochzeit. Roman („The wedding“). Ullstein, Berlin 2004, ISBN 3-548-26178-7.
- Rendezvous. Roman („Dating Game“). Droemer Knaur, München 2005, ISBN 3-426-63304-3.
- Neues Glück („Second Chance“). Droemer Knaur, München 2006, ISBN 3-426-63347-7.
- Schicksalstage. Droemer Knaur, München 2006, ISBN 3-426-66214-0.
- Im sicheren Hafen. Roman („Safe Harbour“). Knaur, München 2007, ISBN 978-3-426-63451-6.
- Die Schneetänzerin. Roman („Granny Dan“). Ullstein, Berlin 2008, ISBN 978-3-548-26846-0.

Hörbücher
- Herzstürme. Hörbuch. Radioropa, Daun 2006, ISBN 3-86667-486-4 (8 CDs, gelesen von Sabine Swoboda).
- Im sicheren Hafen. Hörbuch. Gekürzte Lesung. Weltbild Verlag, Augsburg 2005, ISBN 3-8289-7916-5 (4 CDs, gelesen von Katja Amberger).
- Der Kuss. Hörbuch. Radioropa, Daun 2006, ISBN 978-3-86667-481-3 (11 CDs, gelesen von Heike Feist).
- Die Schneetänzerin. Hörbuch. Radioropa, Daun 2006, ISBN 978-3-86667-482-0 (5 CDs, gelesen von Katharina Hauck).
- Traumhochzeit. Hörbuch. Radioropa, Daun 2006, ISBN 978-3-86667-483-7 (15 CDs, gelesen von Antje Hobucher).
- Traumvogel. Hörbuch („Lone eagle“). Radioropa, Daun 2006, ISBN 3-86667-484-8 (10 CDs, gelesen von Norma Düsekow).
- Vertauschtes Glück. Hörbuch („Mirror image“). Radioropa, Daun 2006, ISBN 978-3-86667-485-1 (10 CDs, gelesen von Sanne Schnapp).

## Verfilmungen
- 1986: Im Feuer der Gefühle (Crossings), 3 Teile, Regie: Karen Arthur
- 1990: Der Preis des Glücks (Fine Things), Regie: Tom Moore
- 1991: Väter (Daddy), Regie: Michael Miller
- 1993: Herzschlag für Herzschlag (Heartbeat), Regie: Michael Miller
- 1993: Sternenfeuer (Star), Regie: Michael Miller
- 1994: Familienbilder (Family Album), Regie: Jack Bender
- 1995: Abschied von St. Petersburg (Zoya), 2 Teile, Regie: Richard A. Colla
- 1995: Gesegnete Umstände (Mixed Blessings), Regie: Betahyn Rooney
- 1995: Verlorene Spuren (Vanished), Regie: George Kaczender
- 1996: Es zählt nur die Liebe (Full Circle), Regie: Bethany Rooney
- 1996: Nichts ist stärker als die Liebe (No Greater Love), Regie: Richard T. Heffron
- 2007: Im sicheren Hafen (Safe Harbour), Regie: Bill Corcoran